# Dolores Vargas
Pour les articles homonymes, voir Vargas.
Dolores Vargas (1936-2016) est une chanteuse de flamenco espagnole, surnommée « La Terremoto » (Le tremblement de terre, parce qu'elle faisait trembler le sol en dansant comme une reine).

## Biographie
Elle débute jeune au théâtre Calderón de Madrid. Elle chante aux côtés de son frère Enrique. Elle apparaît en 1971 à la télévision dans une émission animée par Valerio Lazarov pour la TVE.
Elle devient populaire avec la chanson Achilipú, tube de l'été 1970 en espagnol et qui lui vaudra de faire la première partie d'Edith Piaf à Paris et d'être invitée au The Ed Sullivan Show. 
Quand son mari, José Castellón, meurt en 1987, elle prend sa retraite. Elle décède à Xirivella, près de Valence, le 7 août 2016 d'une leucémie.

## Discographie
- El Terremoto Gitano (The Gypsy Earthquake), Decca, 1960
- Spain's Most Exciting Singer, Polydor, 1965
- Viva Flamenco! Una Antologia Del Baíle Flamenco, Polydor, 1968
- La Terremoto, Discos Belter, S.A, 1969
- Príncipe Gitano* & Dolores Vargas - El Príncipe Gitano avec Dolores Vargas, Zafiro, 1970
- Dolores Vargas, La Terremoto
- Y El Príncipe Gitano - A-Chili-Pu, Olympo, 1974
- Gitana Real, Belter, 1975
- La Guerrillera, Belter, 1977
- Dolores Vargas, SAEF, 1979